# Hypomicrogaster nephta
Hypomicrogaster nephta är en stekelart som beskrevs av Nixon 1965. Hypomicrogaster nephta ingår i släktet Hypomicrogaster och familjen bracksteklar. Inga underarter finns listade i Catalogue of Life.